# Norddeutsche Sinfonietta
Die Norddeutsche Sinfonietta (Eigenschreibweise: norddeutsche sinfonietta) ist eine Orchesterwerkstatt mit Sitz in Rendsburg, Schleswig-Holstein. In diesem Kammerorchester haben Schüler und Studenten die Möglichkeit, an der Seite von professionellen Musikern Orchestererfahrungen zu sammeln. Seit ihrer Gründung 2000 hat die norddeutsche sinfonietta neben zahlreichen Konzerten in Schleswig-Holstein und Hamburg auch internationale Konzertreisen durchgeführt.

## Charakteristik
In der konzentrierten Atmosphäre eines Kammerorchesters spielt an jedem Pult ein erfahrener Berufsmusiker mit einem jugendlichen Instrumentalisten zusammen. Die Berufsmusiker stammen dabei u. a. aus den Landessinfonieorchestern Schleswig-Holstein und Hamburg.
Schwerpunkt des Orchesters ist die Auseinandersetzung mit der Musik des 20. und 21. Jahrhunderts in ihrer gesamten Stilvielfalt. Besonderes Markenzeichen sind konzeptionelle Programmgestaltungen, die auch außermusikalische Ebenen wie Texte, Tanz oder Kulinarisches miteinbeziehen.
Die norddeutsche sinfonietta ist Mitglied der Jeunesses Musicales Deutschland.
Schirmherrin des Orchesters ist Ute Erdsiek-Rave, Vizeministerpräsidentin des Landes Schleswig-Holstein (von 2005 bis Juli 2009).

## Konzerttätigkeit
Die norddeutsche sinfonietta ist im norddeutschen Raum zu Hause. Ihre Konzerttätigkeit führte die norddeutsche sinfonietta bisher unter anderem nach Flensburg, Kiel, Rendsburg, Lübeck, Hamburg, Schwerin, Wismar und Berlin und auf den Viermaster Kruzenshtern.
Darüber hinaus ist sie bei mehreren internationalen Festivals aufgetreten:
- 2005 wurde sie zweimal nach Polen eingeladen: Während der ProBaltica konzertierte sie im Frühling u. a. in Toruń und Warschau, wobei u. a. das Klarinettenkonzert von Magdalena Cynk uraufgeführt wurde.[3] Im Sommer war die sinfonietta dann Gast bei den Mikolower Musiktagen[4]
- 2006 fand ein Austausch zwischen polnischen Musikern mit Konzerten u. a. in Słupsk (Polen), Ratzeburg und Geesthacht (Schleswig-Holstein) unter der Leitung von B. Jarmolowicz statt.
- Auf Einladung des tunesischen Kultusministeriums spielte sie im August 2006 u. a. beim Festival International de Musique Symphonique d’El Jem, Tunesien[5],
- Das Eröffnungskonzert des Flensburger Folk-Festivals folkBALTICA[6] 2007, Sibelius’ Erben, mit der deutschen bzw. dänischen Erstaufführung des Akkordeonkonzertes von Timo Alakotila, wurde vom NDR mitgeschnitten und live gesendet, und führte die norddeutsche sinfonietta nach Sønderborg, Dänemark.
- Im August 2008 fanden mehrere Auftritte mit einer Pop-Band in Helsinki und Karis (Faces-Ethno-Festival), Finnland[7] statt.
- Anlässlich des 100. Geburtstags von Artur Grenz fand 2009 in Quickborn ein Gedächtniskonzert mit Werken von ihm und seinem Lehrer Paul Hindemith statt.
- Im selben Jahr war die norddeutsche sinfonietta bei Aufführungen von L. Bernsteins MASS beteiligt.
- 2010 war sie beim bundesweiten Projekt Sounding D der Bundeskulturstiftung als Netzwerk-Partner des Kieler Festivals Chiffren beteiligt.

## Auswahl aufgeführter Werke
Seit seinem Bestehen hat das Orchester u. a. folgende Werke erarbeitet und zur Aufführung gebracht:
- Johann Sebastian Bach: Matthäus-Passion; Johannes-Passion; Weihnachtsoratorium
- Leonard Bernstein: MASS – a theater piece
- Johannes Brahms: Serenade A-Dur, op. 16; Sinfonie F-Dur Nr. 3; Requiem op. 45
- Antonín Dvořák: Serenade für Streicher e-Moll, op. 22
- Joseph Haydn: Sinfonia Concertante B-Dur; Missa Brevis F-Dur.
- Karl Amadeus Hartmann: Concerto funebre
- Arthur Honegger: Sinfonie Nr. 2; Pastorale d’été
- Feliks Janiewicz: Divertimento G-Dur.
- Felix Mendelssohn Bartholdy: Elias
- Olivier Messiaen: Quatuor pour la fin du temps
- Darius Milhaud: La Création du monde; Symphonie pour petit Orchestre: II (Pastorale), III (Sérénade)
- Wolfgang Amadeus Mozart: Oboenquartett F-Dur, KV 370; Sinfonie A-Dur, KV 201; Sinfonia Concertante Es-Dur, KV 364; Requiem, KV 622
- Astor Piazzolla: Cantengue; Coral
- Sergej Prokofjew: Sinfonie Nr. I op. 25, Symphonie Classique.
- Alfred Schnittke: Moz-Art à la Haydn – Spiel mit Musik für 2 Violinen, 2 kleine Streichorchester, Kontrabass und Dirigent.
- Nikos Skalkottas: Griechische Tänze

Folgende Ur- und Erstaufführungen fanden unter Mitwirkung der norddeutschen sinfonietta statt (Auswahl):
- Ewelina Nowicka: Saltatio vitae et mortis (UA 2004)
- Peter Heeren: Ode Der Gebrauch des Lebens (UA 2006)
- Dietrich Lohff: Grodek (UA 2006)
- Christian Gayed: Drei Meditationen und Epilog (Sextett, UA 2006)
- Timo Alakotila: Concerto for freebass acordion and strings (deutsche EA, 2007), Concerto Grosso (deutsche EA, 2011)
- Adel Bondka: Wasla Bedewia (europ. EA, 2007)
- Frank Becker: Das grüne Lächeln f. Jazztrio and strings (UA, 2007)

## Künstlerischer Leiter
Christian Gayed (* 1966) studierte Lehramt und Kontrabass in Detmold. Er besuchte Kontrabass-Meisterkurse bei Ulrich Lau (Stuttgart) und studierte bei Sergiu Celibidache und Konrad von Abel Dirigieren. Als Assistent von Günther Neidlinger arbeitete er u. a. bei der Westsächsischen Philharmonie. Im Jahre 2000 gründete er die norddeutsche sinfonietta, deren künstlerischer Leiter er seitdem ist. Darüber hinaus tritt er als Komponist in Erscheinung.